# Буровдал
Буровдал (азерб. Burovdal) — село в Исмаиллинском районе Азербайджана. 

## География
Расположено в отрогах Бабадага, на левом берегу реки Гирдыманчай, в 23 км к северо-востоку от районного центра Исмаиллы.

## Этимология
Hазвание села состоит из двух составляющих: «буров», что означает возвышенность/высота и «дал» — долина. Также местное население использует названия Бабадереси и Пиредере.

## История
В 1960 — 1970-е годы Буровдал входил в Гафтасовский сельсовет, к которому также принадлежали ещё 4 населённых пункта (Зарат, Варна, Гёндере и Чандахар).

## Население
По Азербайджанской сельскохозяйственной переписи 1921 года Бурейдал Джульянского сельского общества Геокчайского уезда Азербайджанской ССР населяли 280 человек (76 хозяйств). Преобладающая национальность — таты.
В начале 2000-х годов Международный летний Институт лингвистики провёл социолингвистические исследования среди татского населения северо-восточного Азербайджана. По результатам этих исследований Буровдал значился среди татских сёл Исмаиллинского района Азербайджана. 
Жители заняты животноводством и выращиванием сельскохозяйственных культур (главным образом картофеля). Функционируют средняя школа, клуб, библиотека.